# Gornji Volar
Gornji Volar (cyr. Горњи Волар) – wieś w Bośni i Hercegowinie, w Republice Serbskiej, w mieście Prijedor. W 2013 roku liczyła 50 mieszkańców.